# بیدول، بدفوردشر
بیدول (به انگلیسی: Bidwell) یک روستا در بریتانیا است که در کنار هوتون رجیس در انگلستان واقع شده‌است. در اصل یک منطقه روستایی کوچک، بخش جنوبی بیدول تا حد زیادی در طول سال‌ها در منطقه وسیع هوتون رجیس ادغام شده‌است.